# Aphelinus abdominalis
Aphelinus abdominalis es una especie de avispa parasitoide. Los adultos son de unos 3 o 4 mm de longitud con antenas y patas cortas. La hembra tiene el tórax negro y el abdomen amarillo, el macho lo tiene más oscuro. Es parasitoide del pulgón del tomate y la berenjena Macrosiphum euphorbiae y otros áfidos. La hembra busca los pulgones y cuando detecta uno sin parasitar le inyecta en su interior un huevo mediante su ovipositor. El huevo de la avispilla eclosiona y la larva se desarrolla en el interior del huésped pasando también dentro de él la fase de pupa y emerge en estado de adulto.
Existen compañías que comercializan este insecto para su liberación en los cultivos afectados por áfidos.